# أليخاندرو غونزاليس (دراج)
أليخاندرو غونزاليس (بالإسبانية: Alejandro González)‏ هو دراج أرجنتيني، ولد في 6 أغسطس 1972.

## وصلات خارجية
- أليخاندرو غونزاليس على موقع أرشيف الدراجات (الإنجليزية)
- أليخاندرو غونزاليس على موقع إحصائيات الدراجات الإحترافية (الإنجليزية)